# Vollenhovia escherichi
Vollenhovia escherichi é uma espécie de formiga do gênero Vollenhovia, pertencente à subfamília Myrmicinae.